# Stephan Schubert
Stephan Herbert Schubert Rubio (Providencia, 19 de diciembre de 1977) es un abogado y político chileno. Desde marzo de 2022 se desempeña como diputado de la República en representación del distrito n° 23 de la Región de La Araucanía, por el periodo legislativo 2022-2026.

## Familia y estudios
Hijo de Heriberto Adalbert Schubert Poseck y María Loreto Rubio Covarrubias, realizó sus estudios secundarios en el British Royal School de la comuna de La Reina. Luego, cursó los superiores en la carrera de derecho en la Universidad Diego Portales, egresando como abogado y licenciado en ciencias jurídicas y sociales.
Se casó el 29 de julio de 2006 en Temuco, con Mariana Graciela Figueroa Ocares, con quien es padre de tres hijos.
Posteriormente, efectuó magíster en tributación y derecho de la empresa en la Universidad Mayor y un diplomado en problemas actuales de derecho penal y procesal penal: litigación oral y medicina legal en la Universidad Católica de Temuco.

## Vida profesional
Profesionalmente, se desempeñó como abogado en el estudio jurídico Ulloa, Monje & Schubert. También ha ejercido como profesor de la cátedra de Derecho Internacional Público y Litigación Oral en la Escuela de Derecho de la Universidad Mayor, sede de Temuco.
Por otra parte, es integrante de las fundaciones Advocates Chile (vicepresidente) y Destaca de la iglesia Casa de Oración de Temuco.

## Carrera política
Durante las elecciones de convencionales constituyentes del 15 y 16 de mayo de 2021, se presentó como candidato independiente en representación del distrito n° 23. Pese a obtener la segunda mayoría distrital, no logró resultar electo.
Para las elecciones parlamentarias de noviembre del mismo año, se presentó como candidato a diputado por el distrito n° 23, que abarca a las comunas de Carahue, Cholchol, Cunco, Curarrehue, Freire, Gorbea, Loncoche, Nueva Imperial, Padre Las Casas, Pitrufquén, Pucón, Saavedra, Temuco, Teodoro Schmidt, Toltén y Villarrica, como independiente, bajo un cupo del Partido Republicano en la lista del «Frente Social Cristiano» (FSC), por el periodo 2022-2026. Fue elegido con 12.778 votos, equivalentes al 5,31% del total de los sufragios válidamente emitidos, asumiendo el cargo el 11 de marzo de 2022. Integra las Comisiones Permanentes de Futuro, Ciencias, Tecnología, Conocimiento e Innovación, y Educación.

## Historial electoral

### Elecciones de convencionales constituyentes de 2021
- Elecciones de convencionales constituyentes de 2021, para convencional constituyente por el Distrito N° 23 (Padre Las Casas, Temuco, Carahue, Cholchol, Freire, Nueva Imperial, Pitrufquén, Saavedra, Teodoro Schmidt, Cunco, Curarrehue, Gorbea, Loncoche, Pucón, Toltén y Villarrica)

### Elecciones parlamentarias de 2021
- Elecciones parlamentarias de 2021, candidato a diputado por el distrito 23 (Carahue, Cholchol, Cunco, Curarrehue, Freire, Gorbea, Loncoche, Nueva Imperial, Padre Las Casas, Pitrufquén, Pucón, Saavedra, Temuco, Teodoro Schmidt, Toltén y Villarrica).[2]